# Malolwane
Malolwane est une ville du Botswana.

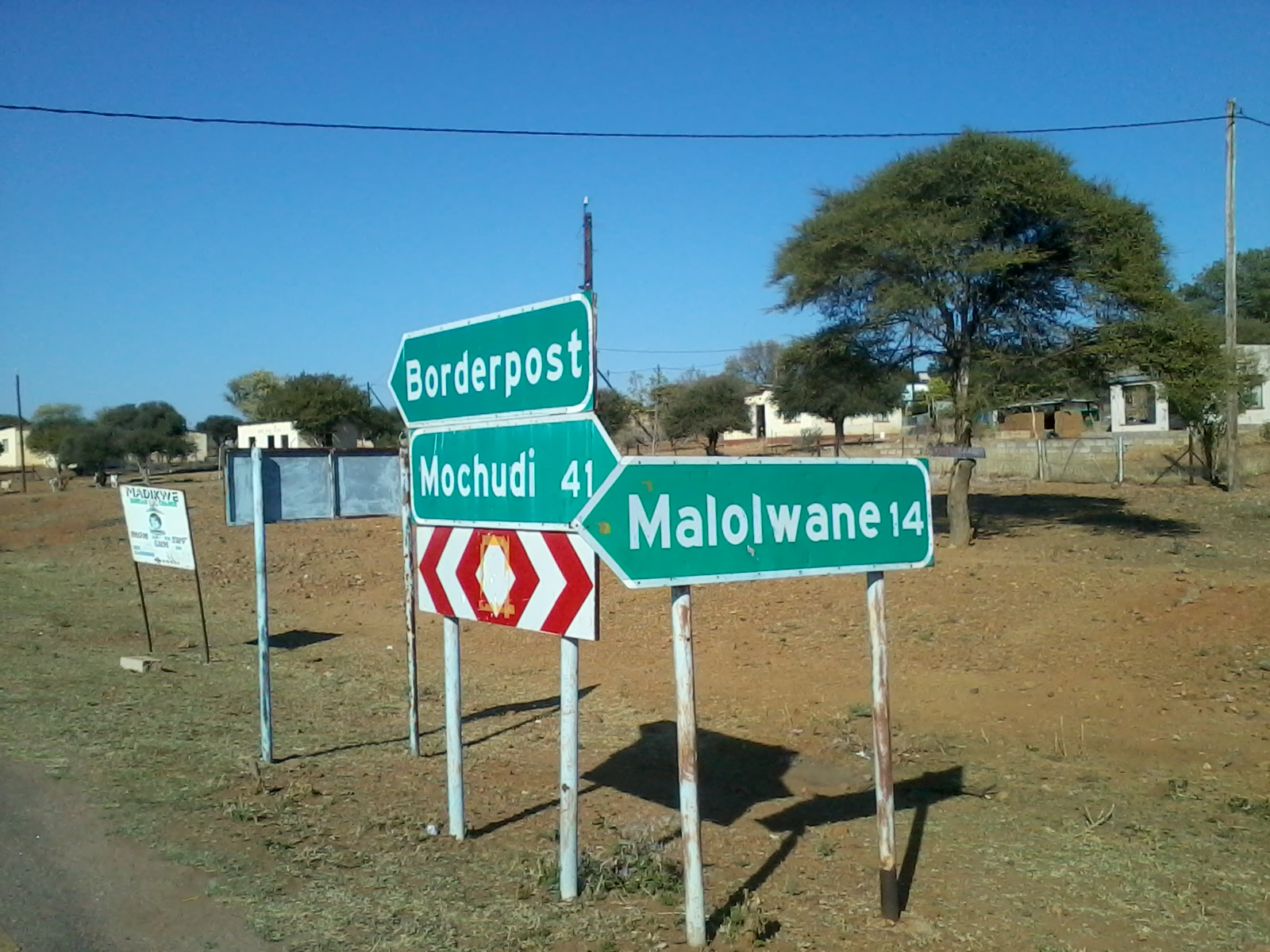